# ارکه-قشقا (شهرستان آراوان)
ارکه-قشقا (به لاتین: Erke-Kashka) یک منطقهٔ مسکونی در قرقیزستان است که در شهرستان آراوان واقع شده‌است. ارکه-قشقا ۲۲۱ نفر جمعیت دارد.